# Philtraea paucimacula
Philtraea paucimacula är en fjärilsart som beskrevs av Barnes och Mcdunnough 1918. Philtraea paucimacula ingår i släktet Philtraea och familjen mätare. Inga underarter finns listade i Catalogue of Life.